# راين ستارز كولن
راين ستارز كولن (بالألمانية: Köln 99ers) هو فريق كرة سلة ألماني للمحترفين تأسس في سنة 1999 يقع مقره في كولونيا. ينافس في الدوري الألماني لكرة السلة الدرجة الثانية.

## الإنجازات
- بطولة ألمانيا: (1)
  - 2005–06
- كأس ألمانيا لكرة السلة: (3)
  - 2004، 2005، 2007

## أبرز اللاعبين
من أبرز اللاعبين الذين لعبوا معه:
- أديمولا أوكولايا
- ديموند مالت
- إيمانويل ماكيلروي
- يانار تالتس
- مارسين جورتات
- فيليب شويثيلم
- ساشا أوبرادوفيتش
- تيبور بليس
- توبي بيلي

## أبرز المدربين
من أبرز المدربين الذين دربوه:
- ساشا أوبرادوفيتش
- سفيتسلاف بيشيتش

## وصلات خارجية
- الموقع الرسمي